# As al aviației

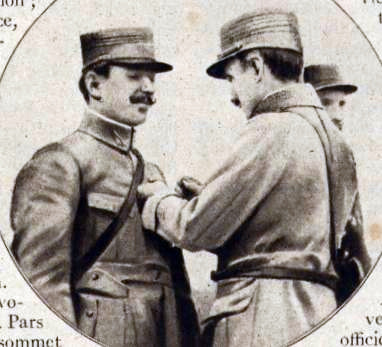
„Primul as francez”, ofițerul Adolphe Pégoud, decorat cu Croix de guerre.

Un as al aviației este un aviator militar creditat cu doborârea mai multor aeronave inamice în cursul unor lupte aeriene. Numărul actual de victorii aeriene necesare pentru a califica oficial un pilot drept „as al aviației” a variat în cursul timpului, dar este de obicei considerat a fi de cinci sau mai multe. Puținii ași din rândul luptătorilor aviatori sunt considerați că au realizat majoritatea victoriilor aeriene din istoria militară.
Conceptul de „as” a apărut în 1915, în timpul Primului Război Mondial, în același timp cu declanșarea primelor bătălii aeriene. El a fost folosit cu scop propagandistic pentru a crea cetățenilor de acasă un cult al eroului în ceea ce a fost de altfel un război de uzură. Acțiunile individuale ale așilor au fost relatate pe larg în presă, iar așii au fost asemănați cu cavalerii curajoși ai vremurilor apuse. La început, când au avut loc primele bătălii aeriene, un pilor cu o pregătire excepțională putea obține singur victorii aeriene, fără a urma o strategie stabilită de cartierul militar general. Ulterior, cu toate acestea, imaginea asului a avut o acoperire mică în realitate după organizarea unui război aerian autentic, în care luptătorii atacau în formație și superioritatea aeriană depindea foarte mult de disponibilitatea relativă a resurselor.

## Istorie

### Primul Război Mondial

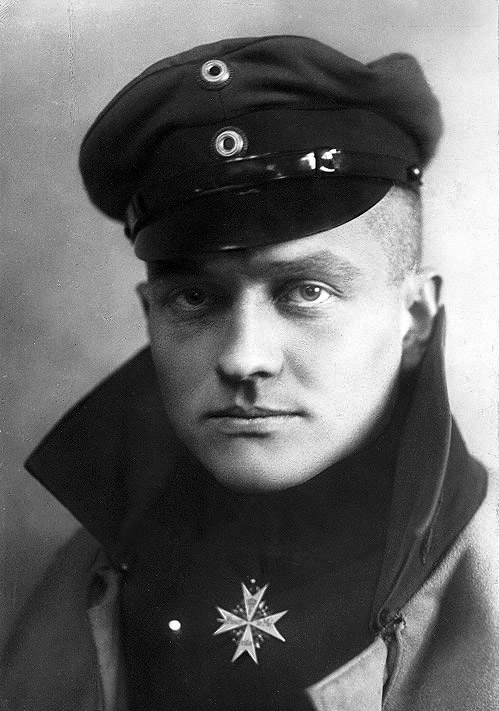
Manfred von Richthofen, cunoscut ca „Baronul Roșu”. El a obținut cel mai mare număr de victorii aeriene omologate oficial în Primul Război Mondial și este, fără îndoială, cel mai faimos as al aviației din toate timpurile.

Utilizarea termenului de „as” pentru a-i descrie pe acești piloți a început în Primul Război Mondial, când ziarele franceze l-au descris pe Adolphe Pégoud, ca l'As (termenul francez pentru „as”), după ce acesta a devenit primul pilot care a coborât cinci aeronave germane. Britanicii au folosit inițial termenul de „star-turns” (un termen din show-business), în timp ce germanii i-au descris pe piloții de luptă din elita aviației germane ca Überkanonen (termen echivalent cu englezescul „top gun”).
Succesele unor ași germani ai aviației precum Max Immelmann și Oswald Boelcke au fost larg mediatizate pentru a crește moralul populației civile, iar Pour le Mérite, cea mai înaltă decorație a Prusiei pentru curaj, a fost primită de majoritatea așilor germani. În Luftstreitkräfte decorația Pour le Mérite a fost poreclită Der blaue Max/Max cel albastru, după Max Immelmann, care a fost primul pilot de vânătoare care a primit această decorație. Inițial, aviatorii germani trebuiau să doboare opt aeronave Aliate pentru a primi această medalie. Pe măsură ce războiul continua, condițiile de acordare a decorației Pour le Mérite au devenit mai severe, dar piloții de vânătoare germani au continuat să fie salutați ca eroi naționali în tot restul războiului.
Din moment ce escadrilele germane de vânătoare luptau, de obicei, în liniile germane, era ușor de stabilit și de omologat recunoașterea oficială a victoriilor aeriene oficiale realizate de piloții germani. Victoriile puteau fi atribuite unuia dintre piloți sau întregii unități – distrugerea aeronavei trebuia să fie confirmată fizic prin localizarea epavei sau trebuia să fie găsit un martor independent la distrugerea aeronavei. Victoriile erau, de asemenea, numărate și în cazul aeronavelor forțate să aterizeze în interiorul liniilor germane, deoarece acest lucru ducea de obicei la moartea sau capturarea echipajului aeronavei inamice.
Piloții de vânătoare aliați au luptat în cea mai mare parte în spațiul aerian german și de multe ori nu au fost în măsură să confirme faptul că un avion inamic aparent distrus s-a prăbușit de fapt, astfel încât aceste victorii au fost frecvent revendicate prin faptul că avionul inamic a coborât, a fost „forțat să aterizeze” sau a dispărut din raza de acțiune a aeronavei (victoriile au fost numite „probabile” în războaiele ulterioare). Aceste victorii au fost, de obicei incluse în numărul total de victorii și în citările pentru decorații.

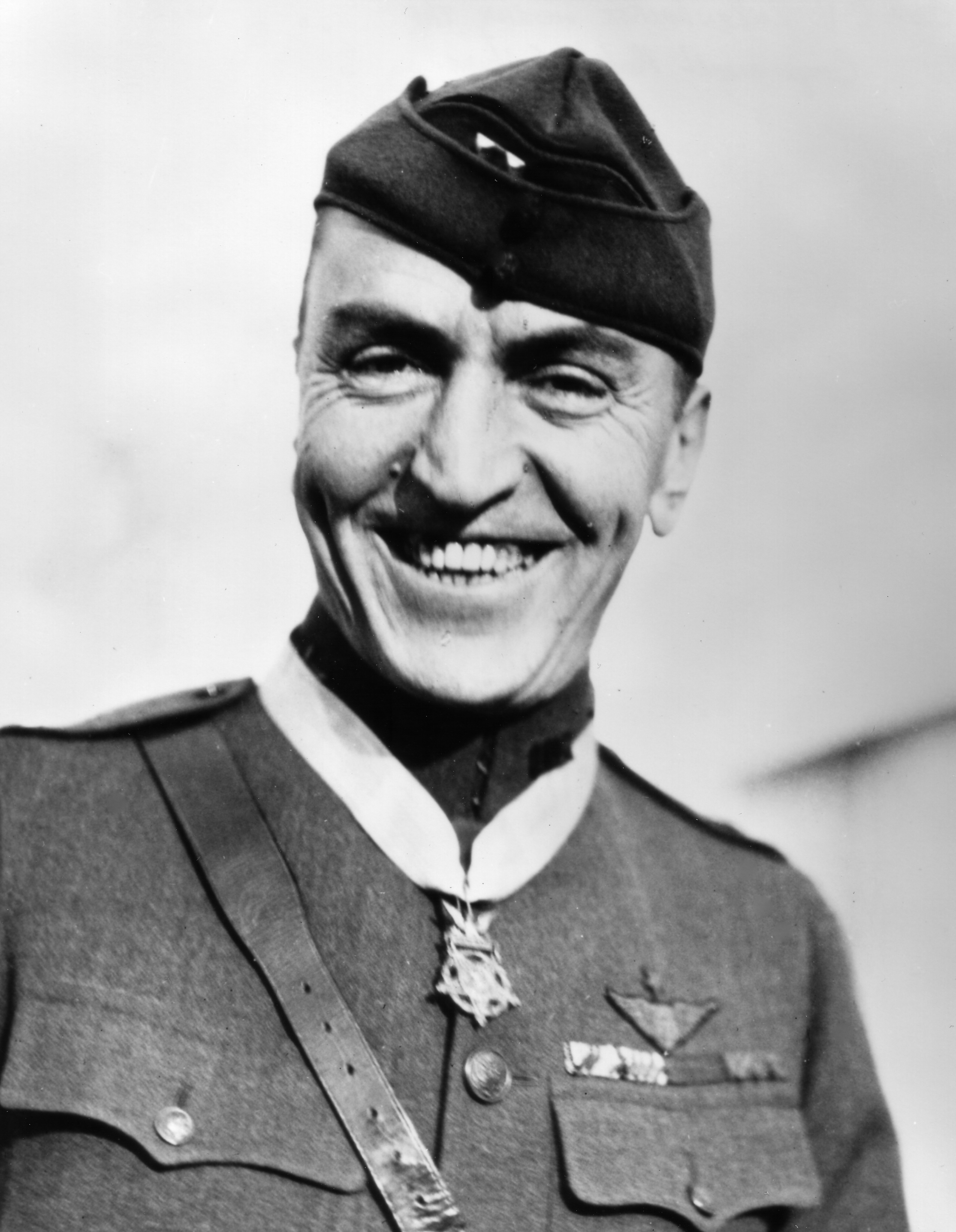
Eddie Rickenbacker a fost un as al aviației american din Primul Război Mondial, decorat cu Medalia de Onoare pentru cele 26 de victorii aeriene.

Serviciul Aerian al Armatei Statelor Unite ale Americii a adoptat standardele franceze pentru evaluarea victoriilor, cu două excepții – în vara anului 1918, în timp ce zbura sub controlul operațional britanic, Escadrila 17 și Escadrila 148 au utilizat standardele britanice. Ziariștii americani, în corespondența lor pentru ziarele la care lucrau, au decis că cinci victorii era numărul minim necesar pentru a deveni un as.

### Perioada interbelică
În perioada cuprinsă între cele două războaie mondiale au existat două teatre de război care au produs ași ai aviației. Ele au fost Războiul Civil Spaniol și cel de-al Doilea Război Chino-Japonez.
Asul spaniol Joaquín García Morato a realizat 40 de victorii pentru naționaliști în timpul Războiului Civil Spaniol. O parte a intervenției externe în război a reprezentat-o furnizarea de piloți străini „voluntari” pentru ambele părți. Ași americani și ruși s-au alăturat forțelor aeriene republicane, în timp ce ași germani și italieni au întărit forțele aeriene naționaliste.
Grupul de Voluntari Sovietici a început operațiunile în cel de-al Doilea Război Chino-Japonez la 2 decembrie 1937, rezultând 28 de ași sovietici. Grupul Flying Tigers era format din piloți militari americani recrutați sub rosa pentru a-i ajuta pe naționaliștii chinezi. Ei au petrecut vara și toamna anului 1941 în tranzit către China și au început să zboare în misiuni de luptă începând din 20 decembrie 1941.

### Al Doilea Război mondial
Forțele Aeriene Sovietice a avut piloți de top în ceea ce privește victoriile aeriene: Ivan Kojedub creditat cu 66 de victorii și Aleksandr Pokrîșkin creditat cu 65 de victorii (evident cifre umflate de propaganda comunistă). Au existat aici și singurele femei ași ai aviației din acest război: Lidia Litviak a realizat 12 victorii și Ekaterina Budanova a realizat 11 victorii. Luptând pe partea adversă, pilotul francez Pierre Le Gloan a avut meritul neobișnuit de a doborî patru aeronave germane, șapte italiene și șapte britanice, acestea din urmă în timp ce zbura pentru Statul Francez al regimului de la Vichy în Siria.
În mod similar, în teatrul de război din Pacific, unul dintre factorii care au condus la superioritatea așilor japonezi precum legendarul Hiroyoshi Nishizawa (aproximativ 87 de piloți doborâți) au fost dominația tehnică inițială a avioanelor de vânătoare Mitsubishi A6M „Zero”.